# 彎月營

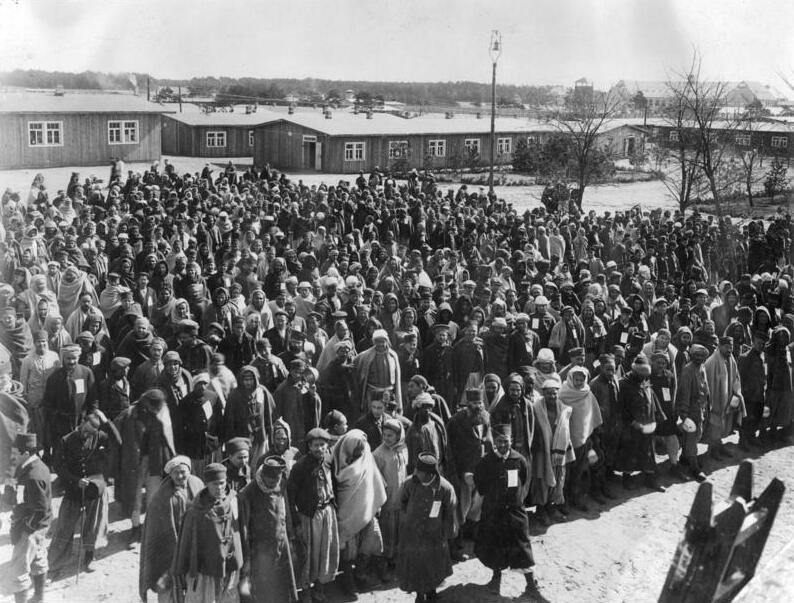
在彎月營的戰俘

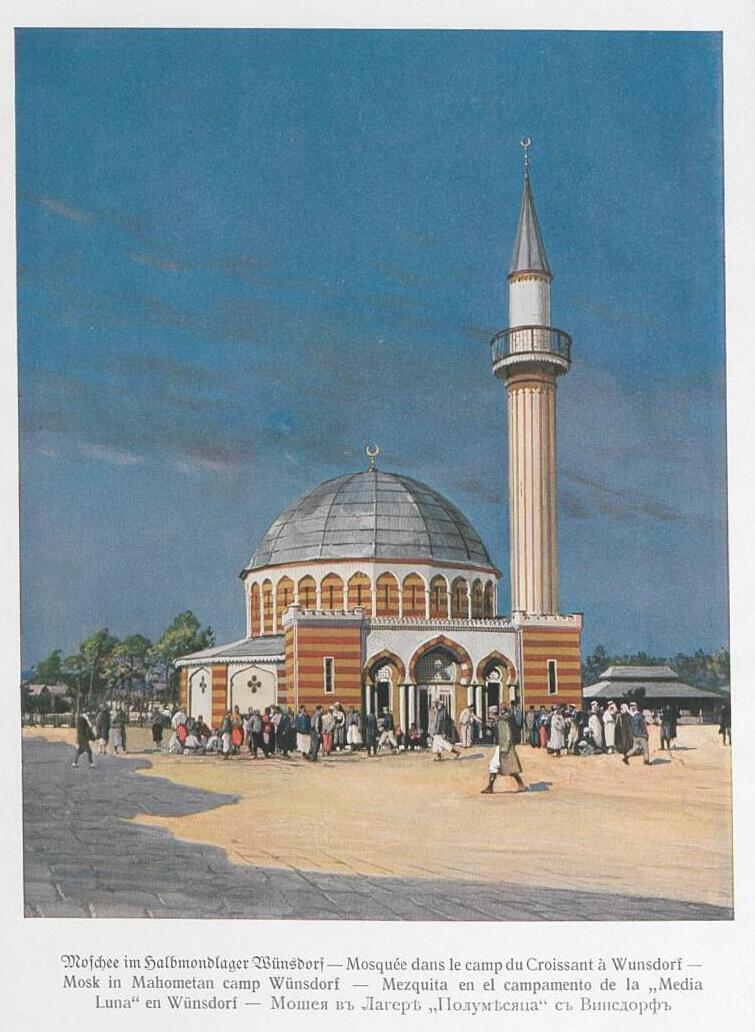
温斯多夫清真寺

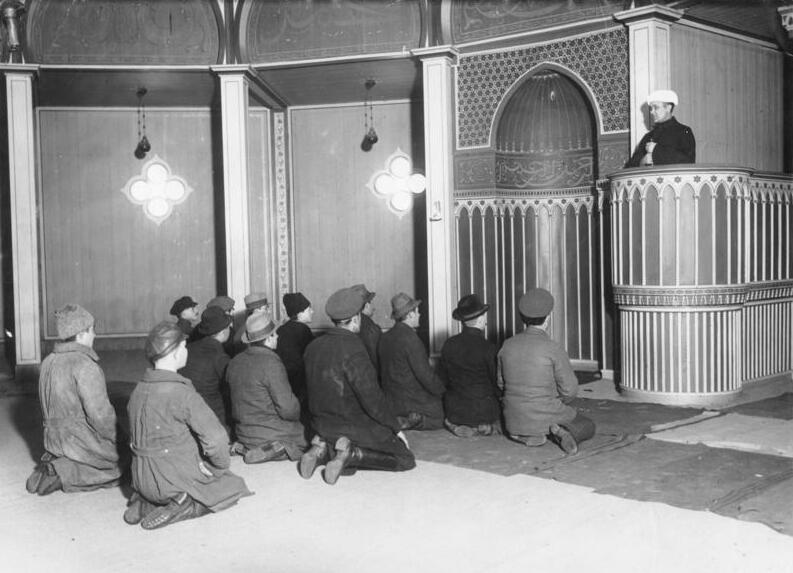
1920年代早期，被拘留在蘇聯的穆斯林士兵，趁波蘇戰爭時，逃往德國與東普魯士。圖為穆斯林士兵參與温斯多夫清真寺的活動

彎月营（德語：Halbmondlager），是第一次世界大战期间，温斯多夫（今措森的一部分）的战俘营。
戰俘營曾容纳4000名到5000名的協約國的穆斯林戰俘。戰俘營的预期目標是說服被俘虜者對英法發動聖戰。因此，「戰俘生活相對優渥，並可獲得實踐信仰所需的一切」。温斯多夫清真寺是的第一个建立在德國的清真寺，於1915年7月完工。温斯多夫清真寺，是仿照圆顶清真寺建造的大型木结构建物。1925至1926年間，温斯多夫清真寺因年久失修而遭到拆除。 彎月營还有约80名的锡克教徒戰俘，一些來自英属印度的印度教徒戰俘，及約50名的爱尔兰戰俘。 被称为「印度人營」（Inderlager）的小營區，則囚禁不公開表示親英的印度戰俘；而公開表示親英的印度戰俘則被送到其他營區。
「圣战实验」的领导者德国外交官馬克斯·馮·奧本海姆在彎月營附近设立办公室，進行宣傳活動。聖戰宣傳活動，以「模範營」为中心，「被認為是面向更广阔世界的戲院」。奥本海姆得到謝赫萨利赫‧謝里夫（Sâlih al-Sharîf）的協助。萨利赫是曾在奥斯曼帝国情报机构服役的突尼斯人，負責担任被拘留者的精神领袖。
高达3000名戰俘，受招募加入德军，參與在北非與中東的戰鬥。 然而，鮮有戰俘真的相信聖戰。由戰俘組成的師團飽受士氣低落與叛變困擾。1917年，剩余戰俘被投入到罗马尼亚，充作農業勞動力。

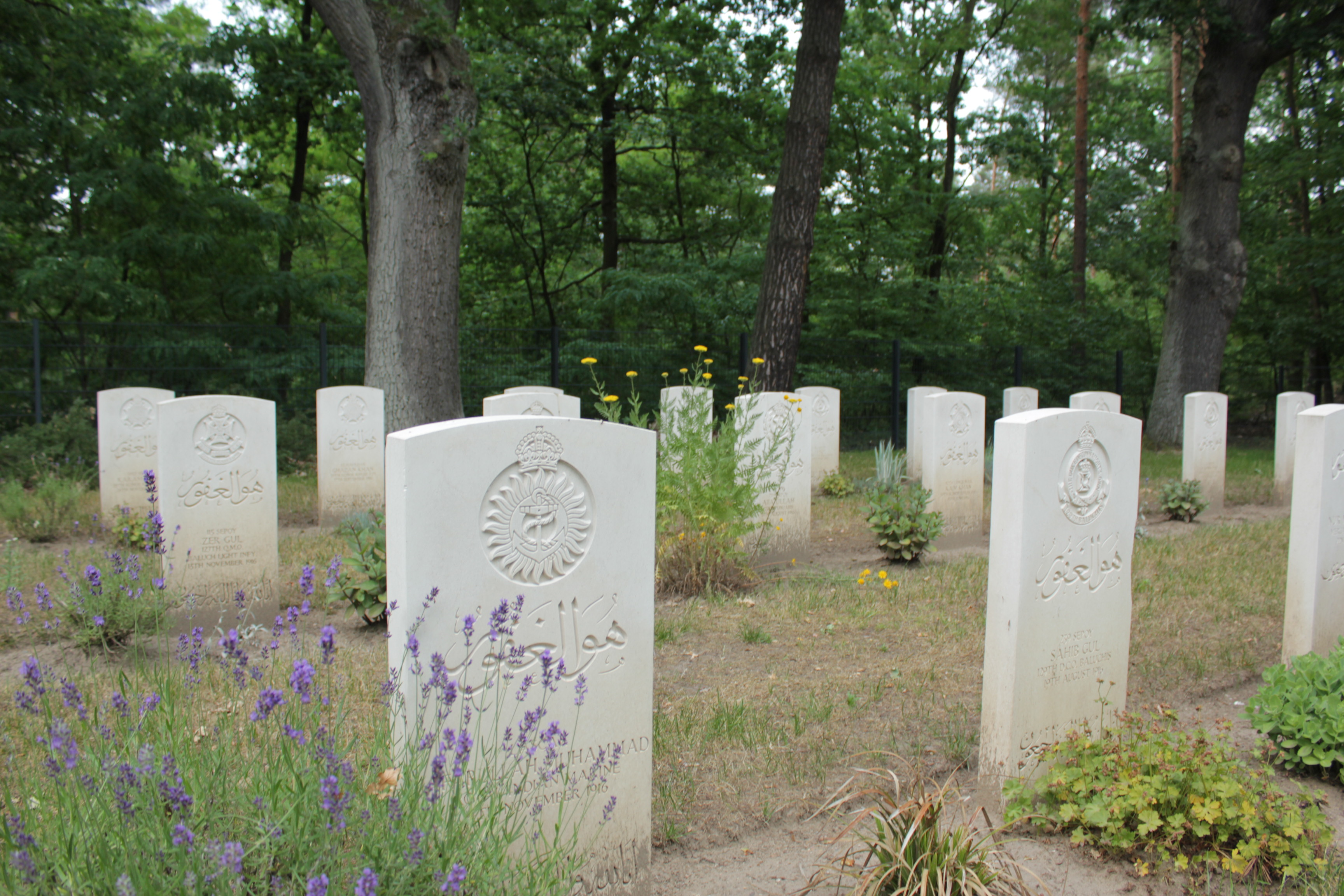
公墓

## 外部連結
- Über den Film Halfmoon Files （页面存档备份，存于）
- Erster Weltkrieg: Das Deutsche Kaiserreich und der Dschihad （页面存档备份，存于） 2015-07-01